# اداره حفاظت از محیط زیست فلوریدا
اداره حفاظت از محیط زیست فلوریدا (FDEP)یک سازمان دولتی در ایالت فلوریدا است که مسئولیت حفاظت از محیط زیست این ایالت را به عهده دارد و تحت کنترل فرماندار این ایالت می‌باشد.

## تاریخچه
در اواسط دهه ۱۹۶۰، هنگامی که دولت فدرال فلوریدا به‌طور فزاینده‌ای درگیر ابتکار عمل برای محافظت از منافع زیست‌محیطی کشور بود، چهار سازمان، حفاظت از محیط زیست این ایالت را به عهده داشتند: «هیئت امنای مربوط به صندوق توسعه ایالت (زمین‌های دولتی شامل سواحل، تالاب‌ها و آب‌های ساکن)، وزارت بهداشت (تصفیه فاضلاب، کیفیت آب آشامیدنی)، اداره منابع طبیعی فلوریدا (پارک‌های ایالتی و مناطق تفریحی) و کمیسیون بازی و ماهیگیری در آب‌های شیرین (شکار و ماهیگیری).»
در اواخر دهه ۱۹۶۰، اداره کنترل آلودگی هوا و آب فلوریدا توسط فرماندار کلود کرک ایجاد شد. بیشتر کارمندان این اداره از دفتر مهندسی بهداشت وزارت بهداشت ایالتی انتخاب شدند. نام آژانس جدید به «اداره کنترل آلودگی فلوریدا» تبدیل شده‌است.
در اواسط دهه ۱۹۷۰، اداره تنظیم قوانین محیط زیست فلوریدا (FDER) از اداره مشترک کنترل آلودگی و بخش‌هایی از هیئت امنای صندوق توسعه داخلی به‌وجود آمد. به این اداره توسعه یافته تصمیم‌های مهم مدیریتی در مورد سواحل و تالاب‌ها و کیفیت آب و هوای ایالت نیز سپرده شد.